# Rýmařov
Rýmařov település Csehországban, a Bruntáli járásban. Rýmařov Stará Ves, Ryžoviště, Horní Město, Dolní Moravice, Břidličná, Malá Štáhle, Velká Štáhle és Jiříkov településekkel határos. Lakosainak száma 7862 fő (2024. január 1.).

## Népesség
A település lakosságának változását az alábbi diagram mutatja:
| Lakosok száma | 9864 | 9101 | 8339 | 6697 | 9174 | 9167 | 8345 | 8247 | 7969 | 7862 |
|               | 1869 | 1890 | 1921 | 1950 | 1980 | 2001 | 2017 | 2019 | 2022 | 2024 |